# Immanuel
Immanuel (en hebreo: עִמָּנוּאֵל) es un asentamiento israelí localizado en Cisjordania (Palestina). Según el sistema administrativo palestino, se ubica en la gobernación de Kalkilia, mientras que según el israelí, está en el Área de Judea y Samaria. Fundado en el año 1983, fue declarado Concejo local en 1985. Según la Oficina Central de Estadísticas de Israel, en diciembre de 2010 contaba con una población total de 2900 habitantes.
Numerosos tratados internacionales y resoluciones de Naciones Unidas prohíben la construcción de asentamientos israelíes. El 19 de julio de 2024, la Corte Penal Internacional dictaminó que los asentamientos israelíes «violan el derecho internacional», pues «equivalen a una anexión permanente que impide la autodeterminación de los palestinos», por lo que dictaminó que Israel debe «detener los asentamientos y evacuar a los colonos».